# Ann Nardulli
Ann M. Nardulli (28 de noviembre de 1948 - 27 de junio de 2018) fue una endocrinóloga estadounidense conocida por su investigación sobre el papel de los estrógenos en el cáncer de mama.

## Biografía
Ann Wannemacher nació en 1948 en Morrison, Illinois, hija de Rita y Rudolph Wannemacher de Hooppole.Recibió una licenciatura en educación en la Universidad del Norte de Illinois y enseñó en la escuela primaria en Addison antes de obtener una maestría y un doctorado en la Universidad de Illinois en Urbana-Champaign y completar allí un trabajo postdoctoral en bioquímica.Nardulli se unió al laboratorio de la universidad dirigido por Benita Katzenellenbogen y finalmente se convirtió en profesora del Departamento de Fisiología Molecular e Integrativa con su propio laboratorio, enseñando y estudiando los efectos del estrógeno en las mujeres.

### Investigación
El trabajo de Nardulli se concentró en los aspectos específicos de las actividades del estrógeno, incluidas las proteínas a las que se une y los mecanismos que utiliza la hormona para manipular la cromatina y el ADN. Según Katzenellenbogen,
Dr. Nardulli realizó un trabajo pionero que identificó los complejos proteicos con los que se asociaba el receptor de estrógeno, muchos de ellos desconocidos anteriormente, y ella y sus asociados de laboratorio dilucidaron cómo estas proteínas colaboraban y modulaban las actividades del receptor de estrógeno en células y tumores de cáncer de mama. 
Entre los temas de investigación explorados por su equipo se encuentran las proteínas de la membrana plasmática y su efecto sobre las células de cáncer de mama, así como las proteínas que secretan estas células. Investigaciones posteriores se centraron en el cerebro y la acción de los estrógenos en él. En la universidad, a Nardulli "le gustaba especialmente pasar tiempo con Hormone Chixx, un grupo de mujeres de todo el campus que estudiaban los efectos de las hormonas en el cuerpo. Descubrió que presentar a los estudiantes las maravillas de la fisiología y la endocrinología humanas era extremadamente gratificante. y fue reconocida por su excelencia docente."   

### Abogacía
Como miembro activo de la Sociedad Endocrina, se desempeñó como "presidenta del Comité Central de Defensa y Divulgación Pública y visitó Washington, DC en numerosas ocasiones para reunirse con legisladores en el Capitolio y ejercer presión para aumentar la financiación de la investigación científica". También fue miembro del Grupo de Trabajo de Declaraciones Científicas de la sociedad y miembro del consejo editorial de la revista académica Endocrine Reviews and Molecular Endocrinology. Nardulli murió en su casa de cáncer en 2018, a los 69 años. 

## Publicaciones selectas
- Ziegler, Y. S.; Moresco, J. J.; Tu, P. G.; Yates Jr, 3rd; Nardulli, A. M. (2014). «Plasma membrane proteomics of human breast cancer cell lines identifies potential targets for breast cancer diagnosis and treatment». PLOS ONE 9 (7): e102341. Bibcode:2014PLoSO...9j2341Z. PMC 4100819. PMID 25029196. doi:10.1371/journal.pone.0102341.
- Dietrich, Alicia K.; Humphreys, Gwendolyn I.; Nardulli, Ann M. (2013). «17β-Estradiol increases expression of the oxidative stress response and DNA repair protein apurinic endonuclease (Ape1) in the cerebral cortex of female mice following hypoxia». The Journal of Steroid Biochemistry and Molecular Biology 138: 410-420. PMC 3825811. PMID 23907014. doi:10.1016/j.jsbmb.2013.07.007.
- Yuan, L.; Dietrich, A. K.; Nardulli, A. M. (2014). «17β-Estradiol alters oxidative stress response protein expression and oxidative damage in the uterus». Molecular and Cellular Endocrinology 382 (1): 218-226. PMC 3900311. PMID 24103313. doi:10.1016/j.mce.2013.09.023.
- Shim, J.; Humphreys, G. I.; Venkatesan, B. M.; Munz, J. M.; Zou, X.; Sathe, C.; Schulten, K.; Kosari, F. et al. (2013). «Detection and quantification of methylation in DNA using solid-state nanopores». Scientific Reports 3: 1389. Bibcode:2013NatSR...3E1389S. PMC 3593219. PMID 23474808. doi:10.1038/srep01389.
- Schultz-Norton, J. R.; Ziegler, Y. S.; Nardulli, A. M. (2011). «ERα-associated protein networks». Trends in Endocrinology and Metabolism 22 (4): 124-9. PMID 21371903. doi:10.1016/j.tem.2010.11.005.
- Curtis, C. D.; Thorngren, D. L.; Nardulli, A. M. (2010). «Immunohistochemical analysis of oxidative stress and DNA repair proteins in normal mammary and breast cancer tissues». BMC Cancer 10: 9. PMC 2830938. PMID 20064251. doi:10.1186/1471-2407-10-9.
- Curtis CD, Thorngren DL, Ziegler YS, Sarkeshik A, Yates JR, Nardulli AM 2009 Apurinic/apyrimidinic endonuclease 1 alters estrogen receptor activity and estrogen responsive gene expression. Mol Endocrinol 23:1346-1359.
- Bonéy-Montoya, J.; Ziegler, Y. S.; Curtis, C. D.; Montoya, J. A.; Nardulli, A. M. (2010). «Long-range transcriptional control of progesterone receptor gene expression». Molecular Endocrinology 24 (2): 346-58. PMC 2817601. PMID 19952285. doi:10.1210/me.2009-0429.